# Ижицкое
Ижицкое (укр. Їжицьке) — село в Очаковском районе Николаевской области Украины.
Население по переписи 2001 года составляло 6 человек. Почтовый индекс — 57530. Телефонный код — 5154. Занимает площадь 0,246 км².

## История
В 1946 году указом ПВС УССР село Камбурлеевка переименовано в Ижицкое.

## Местный совет
57530, Николаевская обл., Очаковский р-н, с. Ровное, ул. Юбилейная, 16